# Prince Obongo
Prince Claude Marie Désiré Obongo (ur. 21 lutego 1997 w Pointe-Noire) – kongijski piłkarz grający na pozycji pomocnika. Od 2023 jest zawodnikiem klubu AS Otohô.

## Kariera klubowa
Swoją karierę piłkarską Obongo rozpoczął w klubie CESD La Djiri. W 2015 roku zadebiutował w jego barwach w pierwszej lidze kongijskiej. W 2018 roku odszedł do CSMD Diables Noirs. Czterokrotnie został z nim wicemistrzem kraju w sezonach 2019/2020, 2021, 2021/2022 i 2022/2023 oraz zdobył trzy Puchary Konga w latach 2018, 2022 i 2023. W 2023 został piłkarzem AS Otohô.

## Kariera reprezentacyjna
W reprezentacji Konga Obongo zadebiutował 22 września 2019 w zremisowanym 2:2 meczu Mistrzostw Narodów Afryki 2020 z Gwineą Równikową, rozegranym w Malabo.